# Подлубы (Львовская область)
Подлубы (укр. Підлуби) — село в Новояворовской городской общине Яворовского района Львовской области Украины.
Население составляет 707 человек. Население по переписи 2001 года составляло 723 человека. Занимает площадь 0,561 км². Почтовый индекс — 81064. Телефонный код — 3259.

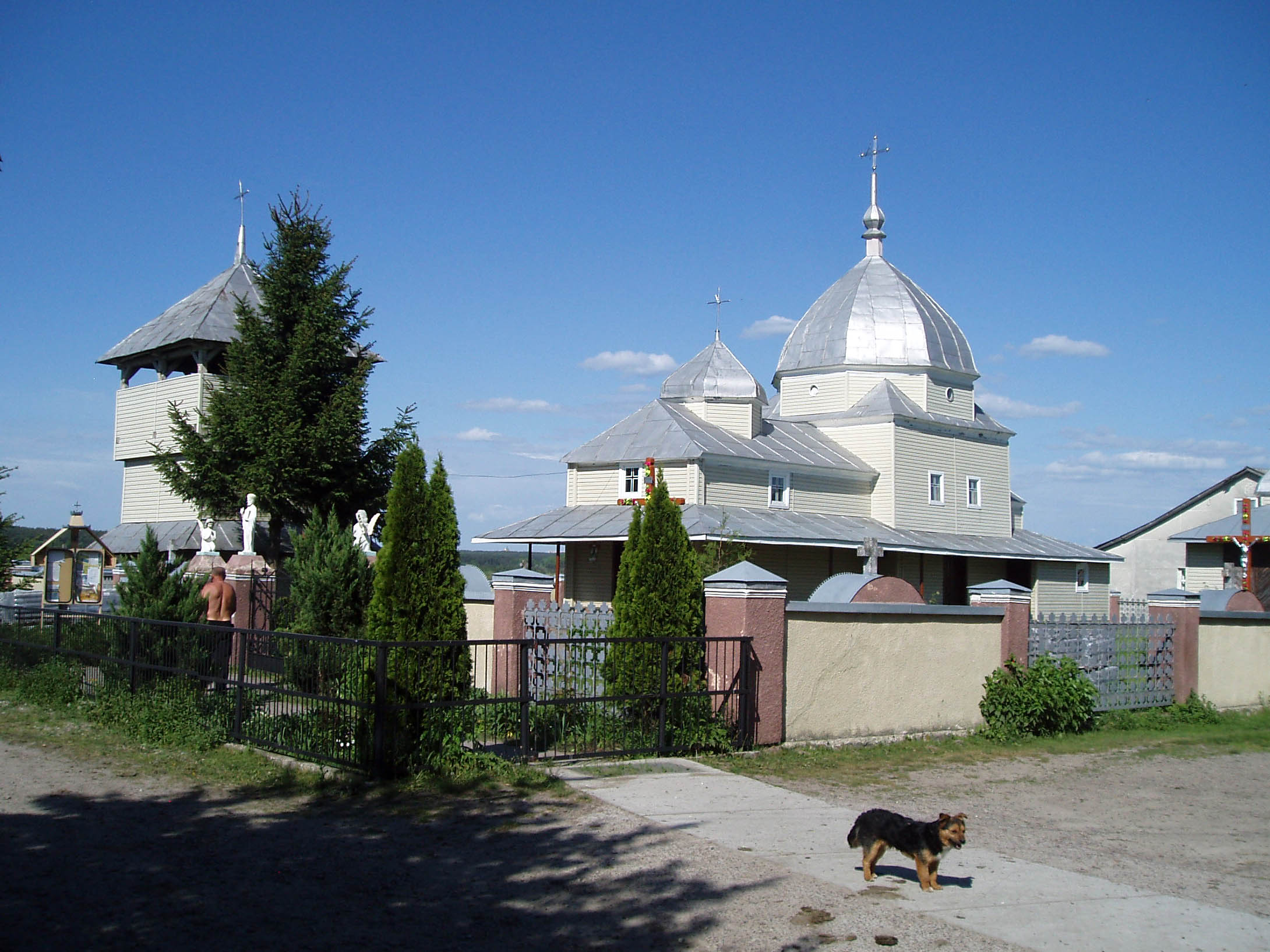
Никольская церковь, XVIII в.